# Okręgowe rozgrywki w piłce nożnej woj. podlaskiego (2013/2014)
80. Edycja okręgowych rozgrywek w piłce nożnej województwa podlaskiego

Okręgowe rozgrywki w piłce nożnej województwa podlaskiego prowadzone są przez Podlaski Związek Piłki Nożnej, rozgrywane są w trzech ligach z podziałem na grupy. Najwyższym poziomem okręgowym jest IV liga, następnie Klasa Okręgowa oraz Klasa A (3 grupy).
Mistrzostwo Okręgu zdobyła drużyna KS Wasilków.

Okręgowy Puchar Polski zdobyła drużyna Wissa Szczuczyn.
Drużyny z województwa podlaskiego występujące w centralnych i makroregionalnych poziomach rozgrywkowych:
- Ekstraklasa - Jagiellonia Białystok
- 1 Liga - brak
- 2 Liga - Wigry Suwałki, Olimpia Zambrów
- 3 Liga, gr.I - Jagiellonia II Białystok, ŁKS 1926 Łomża, Warmia Grajewo, Tur Bielsk Podlaski, Dąb Dąbrowa Białostocka, LZS Narewka, Wissa Szczuczyn, Promień Mońki.

| Rozgrywki                 | Poziomy rozgrywkowe w sezonie 2013/2014 | Poziomy rozgrywkowe w sezonie 2013/2014 | Poziomy rozgrywkowe w sezonie 2013/2014 | Poziomy rozgrywkowe w sezonie 2013/2014 | Poziomy rozgrywkowe w sezonie 2013/2014 |
| ------------------------- | --------------------------------------- | --------------------------------------- | --------------------------------------- | --------------------------------------- | --------------------------------------- |
| Centralne                 | I poziom ligowy                         | Ekstraklasa                             | Ekstraklasa                             | Ekstraklasa                             | Ekstraklasa                             |
| Centralne                 | II poziom ligowy                        | I Liga                                  | I Liga                                  | I Liga                                  | I Liga                                  |
| Centralne                 | III poziom ligowy                       | II Liga - 2 grupy                       | II Liga - 2 grupy                       | II Liga - 2 grupy                       | II Liga - 2 grupy                       |
| Makroregionalne           | IV poziom ligowy                        | III Liga - 9 grup                       | III Liga - 9 grup                       | III Liga - 9 grup                       | III Liga - 9 grup                       |
| Okręgowe (woj. podlaskie) | V poziom ligowy                         | IV Liga                                 | IV Liga                                 | IV Liga                                 | IV Liga                                 |
| Okręgowe (woj. podlaskie) | VI poziom ligowy                        | Klasa Okręgowa                          | Klasa Okręgowa                          | Klasa Okręgowa                          | Klasa Okręgowa                          |
| Okręgowe (woj. podlaskie) | VII poziom ligowy                       | Klasa A - gr.I                          | Klasa A - gr.II                         | Klasa A - gr.II                         | Klasa A - gr.III                        |

## IV Liga - V poziom rozgrywkowy
| Poz. | Drużyna                     | M  | Z  | R  | P  | Bramki | Punkty |
| ---- | --------------------------- | -- | -- | -- | -- | ------ | ------ |
| 1    | KS Wasilków                 | 30 | 21 | 5  | 4  | 63-17  | 68     |
| 2    | Puszcza Hajnówka            | 30 | 15 | 9  | 6  | 44-25  | 54     |
| 3    | Sparta 1951 Szepietowo      | 30 | 15 | 9  | 6  | 48-27  | 54     |
| 4    | KS Michałowo                | 30 | 15 | 8  | 7  | 59-33  | 53     |
| 5    | Sparta Augustów             | 30 | 15 | 7  | 8  | 48-23  | 52     |
| 6    | MKS Mielnik                 | 30 | 14 | 10 | 6  | 47-25  | 52     |
| 7    | Gryf Gródek                 | 30 | 14 | 8  | 8  | 52-36  | 50     |
| 8    | Cresovia Siemiatycze        | 30 | 16 | 2  | 12 | 62-43  | 50     |
| 9    | Pogoń Łapy                  | 30 | 13 | 8  | 9  | 63-38  | 47     |
| 10   | Hetman Tykocin              | 30 | 10 | 6  | 14 | 50-59  | 36     |
| 11   | Magnat Juchnowiec Kościelny | 30 | 9  | 5  | 16 | 33-66  | 32     |
| 12   | Sokół Sokółka               | 30 | 10 | 2  | 18 | 46-76  | 32     |
| 13   | KS Śniadowo                 | 30 | 8  | 7  | 15 | 44-55  | 31     |
| 14   | Piast Białystok             | 30 | 6  | 3  | 21 | 31-60  | 21     |
| 15   | Hetman Białystok            | 30 | 4  | 7  | 19 | 28-85  | 19     |
| 16   | Orzeł Kolno                 | 30 | 3  | 8  | 19 | 26-76  | 17     |

## Klasa Okręgowa - VI poziom rozgrywkowy
| Poz. | Drużyna                  | M  | Z  | R | P  | Bramki | Punkty |
| ---- | ------------------------ | -- | -- | - | -- | ------ | ------ |
| 1    | Ruch Wysokie Mazowieckie | 28 | 22 | 3 | 3  | 104-27 | 69     |
| 2    | Wigry II Suwałki         | 28 | 17 | 5 | 6  | 81-40  | 56     |
| 3    | Gieret Giby              | 28 | 17 | 2 | 9  | 54-37  | 53     |
| 4    | Rudnia Zabłudów          | 28 | 15 | 5 | 8  | 64-44  | 50     |
| 5    | Victoria Jedwabne        | 28 | 14 | 5 | 9  | 66-57  | 47     |
| 6    | Krypnianka Krypno        | 28 | 14 | 2 | 12 | 71-62  | 44     |
| 7    | Korona Dobrzyniewo Duże  | 28 | 12 | 4 | 12 | 47-44  | 40     |
| 8    | Biebrza Goniądz          | 28 | 11 | 6 | 11 | 54-57  | 39     |
| 9    | Orlęta Czyżew            | 28 | 11 | 3 | 14 | 38-37  | 36     |
| 10   | Iskra Narew              | 28 | 11 | 3 | 14 | 55-81  | 36     |
| 11   | Forty Piątnica           | 28 | 10 | 2 | 16 | 55-57  | 32     |
| 12   | Pomorzanka Sejny         | 28 | 10 | 0 | 18 | 54-84  | 30     |
| 13   | Sudovia Szudziałowo      | 28 | 7  | 4 | 17 | 39-87  | 25     |
| 14   | Polonia Raczki           | 28 | 3  | 7 | 18 | 29-74  | 16     |
| 15   | Włókniarz Białystok      | 28 | 9  | 3 | 16 | 31-53  | 30     |
| 16   | ŁKS II Łomża             |    |    |   |    |        |        |

- ŁKS II Łomża wycofał się przed sezonem.
- Forty Piątnica wycofały się po sezonie.
- Włókniarz Białystok wycofał się po 17 kolejce, w dalszych kolejkach przyznawano walkowery.

## Klasa A - VII poziom rozgrywkowy
Grupa I
| Poz. | Drużyna                      | M  | Z  | R | P  | Bramki | Punkty |
| ---- | ---------------------------- | -- | -- | - | -- | ------ | ------ |
| 1    | Tur II Bielsk Podlaski       | 20 | 18 | 1 | 1  | 65-21  | 55     |
| 2    | Husar Nurzec                 | 20 | 14 | 3 | 3  | 73-15  | 45     |
| 3    | Kolejarz Czeremcha           | 20 | 12 | 4 | 4  | 60-23  | 40     |
| 4    | COKIS Ciechanowiec           | 20 | 10 | 3 | 7  | 63-30  | 33     |
| 5    | Pionier Brańsk               | 20 | 10 | 1 | 9  | 41-55  | 31     |
| 6    | Orzeł Kleszczele             | 20 | 8  | 2 | 10 | 39-43  | 26     |
| 7    | Iskra Wyszki                 | 20 | 7  | 2 | 11 | 25-55  | 23     |
| 8    | Bocian Boćki                 | 20 | 6  | 4 | 10 | 41-50  | 22     |
| 9    | Puszcza II Hajnówka          | 20 | 5  | 3 | 12 | 28-62  | 18     |
| 10   | BKS Jagiellonia Białystok    | 20 | 4  | 3 | 13 | 30-59  | 15     |
| 11   | Błyskawica Dubicze Cerkiewne | 20 | 2  | 2 | 16 | 21-73  | 8      |

- Puszcza II Hajnówka wycofała się po sezonie.

Grupa II
| Poz. | Drużyna                        | M  | Z  | R | P  | Bramki | Punkty |
| ---- | ------------------------------ | -- | -- | - | -- | ------ | ------ |
| 1    | Jasion Jasionówka              | 16 | 15 | 0 | 1  | 66-14  | 45     |
| 2    | Pogranicze Kuźnica Białostocka | 16 | 12 | 1 | 3  | 60-17  | 37     |
| 3    | Kora Korycin                   | 16 | 10 | 2 | 4  | 52-29  | 32     |
| 4    | Orzeł Tykocin                  | 16 | 8  | 2 | 6  | 27-33  | 26     |
| 5    | Skra Wizna                     | 16 | 8  | 1 | 7  | 30-37  | 25     |
| 6    | Rospuda Filipów                | 16 | 7  | 2 | 7  | 37-32  | 23     |
| 7    | Wissa II Szczuczyn             | 16 | 4  | 2 | 10 | 26-45  | 14     |
| 8    | Podlasiak Knyszyn              | 16 | 0  | 3 | 13 | 15-45  | 3      |
| 9    | Grab Janówka                   | 16 | 0  | 3 | 13 | 19-80  | 3      |
| 10   | Narew Piątnica                 |    |    |   |    |        |        |

- Narew Piątnica wycofała się przed rozpoczęciem rozgrywek.

Grupa III
| Poz. | Drużyna             | M  | Z  | R | P  | Bramki | Punkty |
| ---- | ------------------- | -- | -- | - | -- | ------ | ------ |
| 1    | UM Krynki           | 18 | 16 | 2 | 0  | 80-21  | 50     |
| 2    | Pasja Kleosin       | 18 | 11 | 2 | 5  | 46-26  | 35     |
| 3    | Promil Białystok    | 17 | 9  | 4 | 4  | 46-20  | 31     |
| 4    | Supraślanka Supraśl | 18 | 8  | 5 | 5  | 43-24  | 29     |
| 5    | Narew Choroszcz     | 18 | 8  | 5 | 5  | 51-31  | 29     |
| 6    | LZS Studzianki      | 18 | 8  | 3 | 6  | 35-33  | 27     |
| 7    | Czarni Gródek       | 18 | 8  | 1 | 9  | 42-50  | 25     |
| 8    | Husaria Łapy        | 18 | 5  | 0 | 13 | 19-54  | 15     |
| 9    | KS Sokoły           | 18 | 3  | 4 | 11 | 29-48  | 13     |
| 10   | Znicz Suraż         | 18 | 0  | 0 | 18 | 6-90   | 0      |
| 11   | Hydrobud Krynickie  |    |    |   |    |        |        |

- Hydrobud Krynickie wycofał się przed rozpoczęciem rozgrywek.
- Husaria Łapy wycofała się po sezonie.

## Puchar Polski - rozgrywki okręgowe
- Finał, Szczuczyn, 14.06.2014r. - Wissa Szczuczyn : Promień Mońki 6:0